# Języki czadyjskie

Zasięg języków czadyjskich

Języki czadyjskie – rodzina języków afroazjatyckich, do której należy m.in. zachodnioafrykański język hausa. Do rodziny czadyjskiej zalicza się oprócz hausa ponad 150 języków używanych w północnej Nigerii, w północnym Kamerunie i w Republice Czadu na południe i południowy wschód od jeziora Czad.

## Cechy charakterystyczne
Cechą charakterystyczną języków rodziny czadyjskiej jest ich tonalność, obserwowana m.in. w hausa. Rodzaje i liczba tonów są jednak zróżnicowane w zależności od języka. 
Większość języków tej rodziny charakteryzuje się też występowaniem – oprócz spółgłosek dźwięcznych i bezdźwięcznych – także spółgłosek glottalizowanych. W wielu językach czadyjskich zwarcie krtaniowe pełni funkcję rozróżniania fonemów, uważa się jednak, że jest to cecha wtórna i nie można jej rekonstruować w prajęzyku protoczadyjskim. 
W znanych językach czadyjskich liczba samogłosek waha się od dwóch (język mandara) do dziewięciu (tangale). Harmonia wokaliczna jest rzadka.
Szyk wyrazów w zależności od języka i epoki realizuje model VSO lub SVO.

## Pochodzenie
Języki czadyjskie są rodziną językową, pochodzą więc od wspólnego prajęzyka – języka protoczadyjskiego. Za ich praojczyznę uznaje się zwykle tereny wokół jeziora Czad. Istnieje jednak kilka rozbieżnych teorii dotyczących chronologii wyodrębniania się języka prodoczadyjskiego i poszczególnych języków rodziny z języka protoafroazjatyckiego – wspólnego przodka języków afroazjatyckich, do których należą czadyjskie. Joseph Greenberg postuluje na przykład, że języki te wykształciły się najpóźniej w VIII tysiącleciu p.n.e. Odmienną chronologię przedstawia natomiast Herrmann Jungraithmayr, argumentując, że badania paleoklimatyczne wskazują na pogorszenie się warunków życia człowieka na północ od jeziora Czad dopiero na przełomie VI i V tysiąclecia p.n.e. Jungrathmayr tam właśnie umiejscawia praojczyznę ludów czadyjskich i każe im wędrować stamtąd na wschód i południe.

## Zróżnicowanie języków czadyjskich i kontakty językowe
W porównaniu z innymi podrodzinami języków afroazjatyckich języki czadyjskie wykazują się dużą różnorodnością. Podczas gdy niektóre języki z rodziny kuszyckiej czy semickiej są do siebie tak podobne, że uznaje się często za dialekty, niektóre języki czadyjskie są często ledwo rozpoznawalne jako takie. Wynika to z uwarunkowań geograficzno-etnograficznych regionu Środkowego Sudanu, gdzie języki te koegzystowały przez tysiąclecia z niespokrewnionymi z nimi językami nilo-saharyjskimi i nigero-kongijskimi. Tereny te, położone w obszarze dorzeczy Nigru, Benue i Szari-Logon oraz w okolicach jeziora Czad, odznaczały się w głębokiej starożytności dużo wilgotniejszym klimatem niż obecnie. Tworzyło to sprzyjające warunki do osiedlania się tam różnorodnych grup etnicznych. Dodatkowo sawannowe równiny sprzyjały wędrówkom ludów, tak z zachodu na wschód, jak i ze wschodu na zachód. Przyczyniło się do naznaczenia języków czadyjskich silnym wpływem sąsiednich rodzin językowych. 
W obrębie samej rodziny afroazjatyckiej języki czadyjskie mają najwięcej cech wspólnych z rodziną kuszycką i rodziną berberyjską.

## Klasyfikacja wewnętrzna
Ze względu na fakt, że języki czadyjskie są – z wyjątkiem hausa – stosunkowo słabo poznane, istnieje kilka różnych teorii na temat ich wewnętrznej klasyfikacji. 
Według najnowszej klasyfikacji Paula Newmana z 1990 roku istnieją cztery główne gałęzie rodziny języków czadyjskich:
- języki zachodnioczadyjskie (z językami: hausa, gwandara, bole, angas, ron i in.)
- języki biu-mandara (z językami musgu, kotoko, mandara, tera i in.)
- języki wschodnioczadyjskie (z językami somrai, nancere, kera, dangla, mokulu, sokoro i in.)
- języki masa (z językami masa, zime i in.)

Powyższe gałęzie dzielą się według tej klasyfikacji na podgałęzie, grupy i języki. Dokładniejszą klasyfikację przedstawiono w artykułach dotyczących tych jednostek.
Do wcześniejszych klasyfikacji zaliczają się m.in. hipotezy Herrmanna Jungrathmayra i Josepha Greenberga: 
Herrmann Jungraithmayr wydzielił tylko trzy podrodziny:
- zachodnią (z językiem hausa)
- centralną (z językiem musgu)
- wschodnią

Joseph Greenberg wyodrębnił natomiast aż dziewięć podrodzin:
- hausa-gwandara
- kotoko
- bata-margi
- hina-gisiga
- gidar
- mandara
- musgu
- bana-masa
- somraj-mubi

Ponieważ języki czadyjskie są ogółem słabo poznane, a w większości nawet nieopisane, żadna z klasyfikacji – łącznie z klasyfikacją P. Newmana – nie może być uznana za ostateczną.